# Праксифан
Праксифан (грч. Πραξιφάνης) био је перипатетички филозоф.

## Биографија
Родом је из Митилене. Дуго је живео на Родосу. Живео је у време Деметрија Полиоркета и Птоломеја I Сотера. 
Био је Теофрастов ученик, око 322. пре Христа. Касније је сам отворио школу у којој је Епикур био један од његових ученика. Праксифан је посебну пажњу посвећивао проучавању граматике, па је због тога назван уз Аристотела као оснивач и творац научног проучавања граматике.
Од Праксифанових списа, за које се чини да су били бројни, посебно се помињу два, Дијалог ποιητων (Poiitón, Поезија) у којем су говорили Платон и Исократ, као и историјско дело које је цитирао Марцелин у свом Животу Тукидида под насловом Περι ιστοριας (Perí istorías, О историји).
Праксифан је такође написао дела под насловима О пријатељству, О ретким речима, О универзуму, О песмама, и коментаре на Хомерову Одисеју, Хесиодова Послове и дане, Софокловог Едипа на Колону, и Платонов Тимај.